# Kevin Grevioux
Kevin Grevioux, né le 9 septembre 1962 à Chicago, est un acteur, scénariste et auteur de bande dessinée américain. Il est surtout connu pour son rôle de Raze dans la série de films Underworld , qu’il a co-créée.

## Éducation
Grevioux a obtenu un diplôme en microbiologie de la Howard University à Washington, DC, avant de poursuivre des études de troisième cycle dans le but d'obtenir une maîtrise en génie génétique. Grevioux a également commencé à suivre des cours d'écriture de scénario et de cinématographie et, après la fin de son premier semestre d'études supérieures, il a déménagé à Los Angeles pour commencer à travailler sérieusement comme écrivain. Il a écrit plusieurs scripts dans différents genres et a écrit et réalisé deux courts métrages de science-fiction inachevés : Indigo et Thanatos.[réf. nécessaire] Il a également lancé une société de roman graphique, appelée DarkStorm Studios, en 2003.

## Carrière
En tant qu'acteur, il a été vu dans des films tels que The Mask, Steel, Congo, le remake de Tim Burton de la Planète des singes et Underworld .
Underworld est le premier crédit de Grevioux comme scénariste. Il a inventé le concept et a écrit le scénario original avec le réalisateur Len Wiseman, lançant la franchise Underworld. Il apparaît dans le film en tant qu'un lycan, Raze, et revient dans Underworld: Rise of the Lycans, qu'il adaptera également dans une mini-série de bandes dessinées. Il a également exprimé le souhait de raconter plus d'histoires d'Underworld sous forme de bandes dessinées si cela s'avère un succès.
Utilisant Roméo et Juliette comme archétype , Grevioux a basé Underworld sur son expérience des relations interraciales et des tensions qu’elles provoquent souvent. Il a également apporté un élément scientifique au monde des vampires et des loups-garous en basant le vampirisme et la lycanthropie sur un mutagène viral plutôt que sur le mysticisme généralement associé à ces deux créatures mythiques .
Début 2006, Grevioux a créé deux sociétés de bandes dessinées : Astounding Studios et DarkStorm Studios,. Astounding Studios était axée sur des titres pour tous les âges, tels que Valkyries , Guardian Heroes et The Hammer Kid . Darkstorm Studios était une ligne plus mature, comprenant les livres Alivs Rex , Skull and Guns et Uzan, The Mighty.
La voix profonde de Grevioux est très reconnaissable. Dans le commentaire de Underworld , il raconte que pendant la promotion et le lancement du film, de nombreux fans lui ont demandé si sa voix avait été modifiée par ordinateur et ont été surpris d'apprendre que ce n'était pas le cas.
Grevioux a écrit le volume 4 de Marvel Comics ' New Warriors. Grevioux a également écrit Adam: Legend of the Blue Marvel , un personnage qu'il a créé il y a des années en tant que jeune fan de BD. La mini série a été dessinée par Mat Broome et Roberto Castro. Il est également en train d'écrire une histoire mettant en scène les personnages de Lee Falk , The Phantom et Mandrake the Magician , co-écrit avec Mike Bullock . Il a également écrit ZMD: Zombies of Mass Destruction pour Red 5 Comics,.
Le 2 décembre 2009, Grevioux a présenté un épisode pilote pour la série Monster Tracker , sur Discovery Channel.
Il vendit le scénario original de l'adaptation cinématographique de son roman graphique de Darkstorm Studios, I, Frankenstein , à Lakeshore Entertainment , qui a produit les films Underworld . L'histoire suit le monstre original de Victor Frankenstein qui est la seule force qui se situe entre la race humaine et un soulèvement de créatures surnaturelles décidées à renverser le monde. Le tournage a commencé le 27 février 2012,.
Depuis le 6 novembre 2017, Line Webtoon publie Brothers Bond, un webcomic d'action avec en collaboration avec Ryan Benjamin.
Grevioux est un passionné de la NFL. Son équipe préférée est les Vikings du Minnesota .